# 11-11: En mi cuadra nada cuadra
11-11 En mi Cuadra Nada Cuadra (O Fantástico Prédio 11-11 em Portugal e 11-11 Na Minha Quadra Nada se Enquadra no Brasil) é uma telenovela juvenil latino-americana criada pela Nickelodeon Latino-americana e Somos Productions, gravada em Miami, Estados Unidos, estreando em junho de 2013 na América Latina, no Brasil foi exibida em Setembro do mesmo ano.
A história centra-se em Kike (Patrício Gallardo), um jovem de 14 anos apaixonado por tecnologia que recentemente mudou-se para o edifício "11-11". Graças a algumas qualidades únicas desse lugar, enquanto Kike dorme, traz à vida "Enrique", uma versão maior de si mesmo que o ajudará a encontrar sua mãe que desapareceu sob circunstâncias estranhas.
Foi reprisada na íntegra pelo extinto canal Nickelodeon HD no ano de 2014.
Foi exibida pelo canal Zap Novelas, de 7 de fevereiro à 22 de maio de 2018 sob o título de "O Fantástico Prédio 11-11" nos países Angola e Moçambique, substituindo a novela brasileira Cúmplices de um Resgate e sendo substituída pela também brasileira Carinha de Anjo.
Em maio de 2020, a telenovela foi disponibilizada no Amazon Prime Video apenas em países de língua original espanhola. Em Junho de 2023, sem nenhuma explicação a novela foi retirada do catálogo do Amazon Prime Video. Ainda em 2023 a novela retornou ao catálogo da Amazon Pirme Vídeo.

## Sinopse
Kike, de 14 anos, é apaixonado por tecnologia e gadgets de ponta. Essa paixão o tornou um verdadeiro especialista em criar, melhorar e consertar dispositivos mecânicos e eletrônicos. Essa atração avassaladora pela tecnologia torna-se especialmente importante quando ele e sua família se mudam para o apartamento 11-B no Edifício 11.11, uma estrutura misteriosa criada por um excêntrico arquiteto/inventor/filósofo chamado Don Leonardo. Graças às qualidades únicas do edifício, sempre que Kike adormece em sua cama, ele pode ganhar vida como Enrique, uma versão de si mesmo de 20 anos que interage com o mundo real como qualquer outra pessoa.

## Conceito e Recepção
A novela foi gravada nos Estados Unidos com atores mexicanos e com a produção peruana. Posteriormente, foi dublada ao português pela Nickelodeon Brasil. Em 23 de abril de 2013 saiu o primeiro comercial promocional, anunciando a estreia da novela na Espanha. A Nickelodeon anunciou no dia 10 de maio de 2013 que depois do último capítulo de Grachi, estrearia o vídeo com o tema principal da novela. No dia 08 de maio de 2013 saiu o segundo comercial promocional anunciando que a telenovela estrearia em junho. No Brasil, a novela teve data de estreia reservada para o dia 02 de Setembro às 18:30.No dia 08 de Agosto de 2013, saiu uma nova promo da novela na Nickelodeon Brasil, e o vídeo com a música tema da novela foi exibida no dia 09 de Agosto de 2013 depois do último capítulo de Grachi.
O primeiro capítulo da novela, sendo originalmente exibido no dia 03 de julho de 2013, obteve 1,7 na classificação no México, conseguindo posicionamento em primeiro lugar para o canal, e acima do canais de televisão paga de qualquer outra criança com crianças dos 4 aos 12 anos de idade. Na Colômbia, a novela foi posicionada como o programa nº 1 do canal entre crianças de 4 a 19 anos. Durante a primeira semana de sua estreia, alcançou uma audiência de mais de 1,9 milhões de pessoas em toda a região. Tatiana Rodriguez, entretanto, comentou: "Esta produção marca um marco para a nossa biblioteca de conteúdo original e confirma que alcançamos uma fórmula vencedora para crianças na América Latina, procuramos sempre produzir conteúdo com o qual o público de Nick se identifique e estes avaliações demonstram o poder do novo formato com apenas duas semanas no ar ".

## Episódios
| Temporada | Temporada | Episódios | Exibição original  | Exibição original      | Exibição no Brasil    | Exibição no Brasil     | Exibição na Mozambique | Exibição na Mozambique |
| Temporada | Temporada | Episódios | Estreia            | Final                  | Estreia               | Final                  | Estreia                | Final                  |
| --------- | --------- | --------- | ------------------ | ---------------------- | --------------------- | ---------------------- | ---------------------- | ---------------------- |
|           | 1         | 75        | 3 de junho de 2013 | 13 de setembro de 2013 | 2 de setembro de 2013 | 13 de dezembro de 2013 | 7 de fevereiro de 2018 | 22 de maio de 2018     |

## Música
O tema principal da série foi 11-11 En Mi Cuadra Nada Cuadra interpretado por Patricio Gallardo, Alberich Bormann e Thali García. O vídeo musical estreou 10 de Maio de 2013 na América Latina e no Brasil estreou em 09 de Agosto de 2013 ambos depois do último capítulo da telenovela Grachi.

## Elenco

### Principais
- Patricio Gallardo como Enrique "Kike" Calderón
- Alberich Bormann como Enrique
- Thali García como Sandra Riveroli
- Kevin Aponte como Esteban
- Karla Cervantes como Virginia
- Reinaldo Zavarce como Juanjo
- Andrea Martínez como Ana
- Ismael La Rosa como Jaime

### Secundários
- Virginia Nuñez como Anabela Balanci
- Andrés Pasillas  como Leonardo Martinez
- Oscar Roque como Andres Montemayor
- Davi Leonardo Gomes como Edward
- Silvana Arias como Mariana Valle
- Ana Belen Lander como Karina
- Flor Núñez como Dona Consuelo
- Henry Zakka como Seu Camilo
- Estefany Oliveira como Sharon
- Gui Agustini como Carmelo
- Jose Alberto Torres C. como André
- Jullye Giliberti como Susana
- Oscar Priego como Joaquin
- Renzo Espino como João Lucas
- Andrea Nuñez como Esther
- Daniela de la Fe como Dennise
- Hernán Canto como Valentino
- Carolina Ayala como Ana Teresa "Tere"
- Sebastian Vega como Rafaelo Rafita Torres
- Silvia Del Monico como Sofía
- Alberto Barros Jr. como Manuel
- Katty Mena como Betty
- Emeraude Toubia como Elizabeth
- Hegar Coronado como Elias
- Omar Robau como Alejandro
- Julio Santiago como José
- David Leonard Gomez como Daniel
- Prince Royce como ele mesmo[3]

## Prêmios e indicações
| 2013 | Kids Choice Awards México    |                          |                   |          |
| 2013 | Kids Choice Awards México    | Ator Favorito            | Patricio Gallardo | Indicado |
| 2013 | Kids Choice Awards México    | Atriz Favorita           | Thali García      | Indicado |
| 2013 | Kids Choice Awards México    | Ator de elenco favorito  | Reinaldo Zavarce  | Indicado |
| 2013 | Kids Choice Awards México    | Ator de elenco favorito  | Alberich Bormann  | Indicado |
| 2013 | Kids Choice Awards México    | Atriz de elenco favorito | Karla Cervantes   | Indicado |
| 2013 | Kids Choice Awards México    | Melhor Vilão             | Kevin Aponte      | Indicado |
| 2013 | Kids Choice Awards Argentina |                          |                   |          |
| 2013 | Ator de elenco favorito      | Reinaldo Zavarce         | Indicado          |          |

- Referências

1. 1 2  Brilhante FC e 11-11 Na Minha Quadra Nada se Enquadra na Nickelodeon
2. ↑  «11-11 en mi cuadra nada cuadra "Catálogo Prime Video latino"». primevideo.com. 20 de maio de 2020. Consultado em 20 de maio de 2020
3. 1 2  «O Fantástico prédio 11-11 Sinopse e personagens». 7 de Fevereiro de 2018
4. ↑  «Anuncian nominados a los Kids' Choice Awards México 2013». Consultado em 19 de agosto de 2013
5. ↑  «Ganadores - Kids' Choice Awards México 2013 - Mundonick.com». Consultado em 3 de setembro de 2013. Arquivado do original em 3 de setembro de 2014